# 慕容進
慕容 進（ぼよう しん、生没年不詳）は、五胡十六国時代の後燕の人物。

## 生涯
後燕に仕え、安昌侯に封じられていた。
390年9月、右北平郡の人の呉柱が1千余の衆を集め、沙門法長を天子に推した。右北平郡を破り、広平県に侵攻して白狼城に入った。幽州牧慕容隆は広平郡太守・広平県令を先に帰らせて、継いで慕容進に百騎余で白狼城に向かわせた。呉柱の兵らはこれを聞いて壊滅、慕容進は呉柱を捕らえて殺害した。
建威将軍に任じられた。
396年7月、後燕に反乱を起こした征東将軍平規討伐のため、征北大将軍慕容隆が高唐に向かった。平規は高唐を棄てて逃走、慕容隆は慕容進に追撃を命じた。慕容進は済北で平規を討ち取った。
これ以後の事績は、史書に記されていない。